# Вацлав Пілат
Вацлав Пілат (чеськ. Václav Pilát, 6 травня 1888, Прага — 28 січня 1971, Прага) — чехословацький футболіст, що грав на позиції нападника.
Виступав, зокрема, за клуб «Спарта» (Прага), а також національну збірну Чехословаччини.
Триразовий чемпіон Чехословаччини.

## Клубна кар'єра
У дорослому футболі дебютував 1910 року виступами за команду клубу «Спарта» (Прага), в якій провів тринадцять сезонів, взявши участь у 361 матчі, у яких забив 323 голи. Більшість часу, проведеного у складі «Спарти», був основним гравцем атакувальної ланки команди. У складі «Спарти» був одним з головних бомбардирів команди, маючи середню результативність на рівні 0,89 голу за гру першості.
Завершив професійну ігрову кар'єру у клубі «ЧАФК Виногради», за команду якого виступав протягом 1925—1926 років.
Помер 28 січня 1971 року на 83-му році життя у місті Прага.

## Виступи за збірну
1920 року дебютував в офіційних матчах у складі національної збірної Чехословаччини. Протягом кар'єри у національній команді, яка тривала 3 роки, провів у формі головної команди країни 4 матчі.
У складі збірної був учасником  футбольного турніру на Олімпійських іграх 1920 року в Антверпені.
Також грав у складі збірної Праги. Одним з найвідоміших його матчів за збірну міста був поєдинок проти збірної Парижа в 1922 році. Празька команда, за яку виступали 8 гравців «Спарти» і 3 представники «Уніона», здобула перемогу в столиці Франції з рахунком 2:0.

## Титули і досягнення
- Чемпіон Чехословаччини (3):

«Спарта» (Прага): 1912, 1919, 1922